# Атертон (Каліфорнія)
Атертон (англ. Atherton) — місто (англ. town) в США, в окрузі Сан-Матео штату Каліфорнія. Населення — 7188 осіб (2020).

## Географія
Атертон розташований за координатами 37°27′18″ пн. ш. 122°12′11″ зх. д. / 37.45500° пн. ш. 122.20306° зх. д. (37.454924, -122.203168).  За даними Бюро перепису населення США в 2010 році місто мало площу 13,08 км², з яких 12,99 км² — суходіл та 0,08 км² — водойми.

## Демографія
Згідно з переписом 2010 року, у місті мешкало 6914 осіб у 2330 домогосподарствах у складі 1912 родин. Густота населення становила 529 осіб/км².  Було 2530 помешкань (193/км²).
Расовий склад населення:
| - 80,5 % — білих - 13,2 % — азіатів - 1,1 % — чорних або афроамериканців - 0,7 % — вихідців з тихоокеанських островів - 0,1 % — корінних американців - 1,4 % — осіб інших рас |

До двох чи більше рас належало 3,1 %. Частка іспаномовних становила 3,9 % від усіх жителів.
За віковим діапазоном населення розподілялося таким чином: 22,3 % — особи молодші 18 років, 55,1 % — особи у віці 18—64 років, 22,6 % — особи у віці 65 років та старші. Медіана віку мешканця становила 48,2 року. На 100 осіб жіночої статі у місті припадало 96,6 чоловіків;  на 100 жінок у віці від 18 років та старших — 95,3 чоловіків також старших 18 років.
Медіана доходів становила 218 750 доларів для чоловіків та 118 625 доларів для жінок. За межею бідності перебувало 3,8 % осіб, у тому числі 3,1 % дітей у віці до 18 років та 4,4 % осіб у віці 65 років та старших.
Цивільне працевлаштоване населення становило 2764 особи. Основні галузі зайнятості: науковці, спеціалісти, менеджери — 22,1 %, фінанси, страхування та нерухомість — 20,1 %, освіта, охорона здоров'я та соціальна допомога — 19,2 %.